# Sainte-Radegonde-en-Touraine
Sainte-Radegonde-en-Touraine puis Sainte-Radegonde est une ancienne commune d'Indre-et-Loire devenue un quartier de la ville de Tours en 1964. Située dans la partie Nord de la ville, le quartier compte presque 7 300 habitants en 2020, ayant connu une forte croissance depuis la fin du XIXe siècle. Il est entouré par les quartiers tourangeaux de Paul-Bert et Saint-Symphorien à l'ouest, et les communes de Parçay-Meslay et Rochecorbon à l'est.
Le quartier est riche d'un important patrimoine historique, comme l'abbaye de Marmoutier. Il constitue aujourd'hui un quartier principalement résidentiel excentré du centre de la ville, avec une population relativement mixte. C'est le plus important centre aéronautique du département, puisqu'on y trouve la base aérienne militaire 705, une école de chasse et l'aéroport civil de Tours-Val de Loire.

## Histoire

### Commune de Sainte Radegonde-en-Touraine
Sainte-Radegonde-en-Touraine est une ancienne commune d'Indre-et-Loire. Sous la Révolution, la commune est brièvement renommée Marmoutier. Le 11 avril 1801, par un procès-verbal de délimitation et arrêté préfectoral du 21 germinal an 9, Saint-Symphorien cède à Sainte-Radegonde-en-Touraine 19 hectares et reçoit 86 hectares en échange, sans habitation. Une délimitation de Saint-Symphorien d’avec Sainte-Radegonde-en-Touraine est réalisée en 1808 (A.N.-F 2 II Indre-et-Loire 3). Appelée simplement Sainte-Radegonde avant 1920, elle prend cette année le nom de Sainte-Radegonde-en-Touraine. Jusque dans les années 1950, la commune est un village de bord de Loire calme, comptant à peine 2 000 habitants.

### Quartier de Sainte-Radegonde

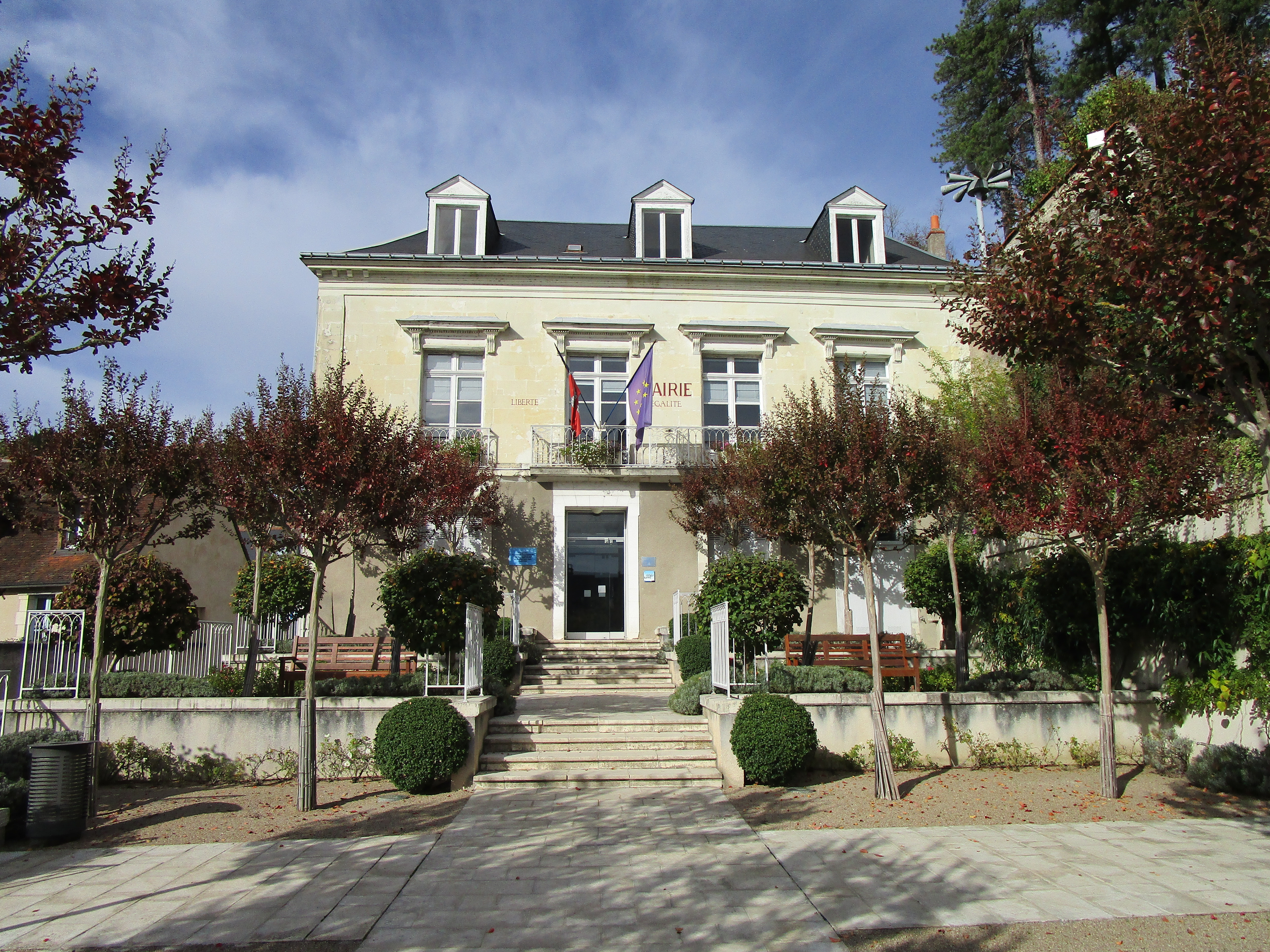
Mairie annexe du quartier Sainte-Radegonde.

Le 1er juin 1964, la commune de Sainte-Radegonde-en-Touraine est rattachée par arrêté préfectoral à Tours, dans le but d'offrir à cette dernière de nombreux terrains constructibles dont la ville commençait à manquer. En 1965 et 1975, la ville fait construire 1 220 « pavillons Royer » (du nom du maire de Tours Jean Royer) sur le plateau de Montsoudun. Ces habitations peu onéreuses avaient pour but d'offrir l'accession à la propriété à des catégories sociales modestes : la ville fournissait le terrain et le gros œuvre du bâtiment pour un prix peu élevé, et les acheteurs terminaient eux-mêmes l'aménagement intérieur. Dans le même temps, la ville dote le nouveau quartier des infrastructures de bases : voiries, éclairage public et égout notamment.
À la fin des années 1960, les travaux de l'A10, qui coupait la commune en deux, commencèrent. Cette construction fut marquée par la disparition de la plage au bord de la Loire, la destruction de rares maisons du XVIe siècle rue Saint-Gatien ainsi que d'une partie du golf installé sur la Grande île Aucard.
Au nord du quartier, l'urbanisation galopante et l'extension de la base aérienne 705 conduisirent à la disparition des dernières vignes dans le courant des années 1970. Sainte-Radegonde devient peu à peu un quartier périphérique de Tours, dont l'accès fut facilité la mise en service en 1975 du pont Mirabeau et par l'ouverture en 1994 d'un échangeur sur l'A10.
Le quartier continue son expansion urbaine vers le nord dans les décennies qui suivent. La ville entend en effet développer les Hauts de Sainte-Radegonde aux dépens de terrains agricoles surtout. L'un des plus importants est le projet Méliès qui reprend l'emplacement d'un distributeur Metro qui a quitté la zone en 2012. Les travaux qui ont commencé en 2017 prévoient un cinéma de neuf salles, près de 200 logements et des commerces, en face du lycée Vaucanson administrativement situé dans le quartier Saint-Symphorien, avec une inauguration pour septembre 2018. La ville espère ensuite l'implantation de près d'un millier de logements sur un espace de douze hectares entre le Méliès et les bois de la Chambrerie, avec des travaux censés débuter fin 2019,.

## Patrimoine

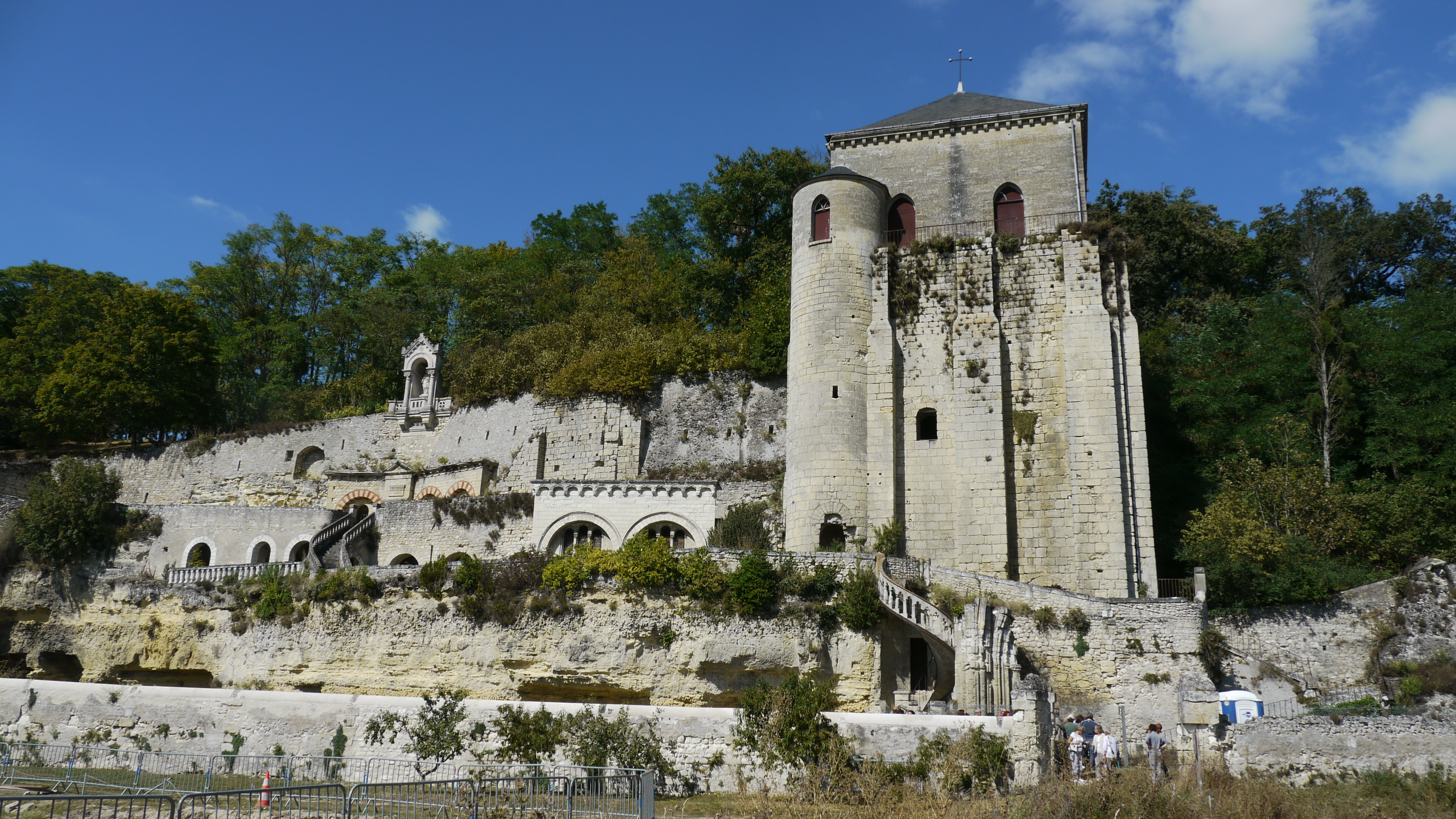
Vestiges de l'ancienne abbaye de Marmoutier.

L'abbaye de Marmoutier de Tours fut au Moyen Âge un des hauts lieux de pèlerinage français : des reliques de saint Martin y étaient déposées. L'abbaye jouissait d'une prospérité certaine et les religieux possédaient des centaines d'hectares de terrains alentour. L'abbaye tomba cependant en désuétude durant le XVIIIe siècle et fut vendue à la Révolution, avant d'être démembrée. Il ne reste ainsi plus qu'un donjon et quelques murs médiévaux, ainsi que le portail d'entrée. Certains bâtiments ont cependant été reconstruits selon les normes du XIXe siècle, et présentent peu d'intérêt.
Chemin de pèlerinage de Saint Martin : via les rues Saint Martin, Saint Gatien et de l'Ermitage. De beaux éléments XVIIIe siècle, voire XVIe siècle.
Le parc de Sainte-Radegonde est l'un des plus vastes parcs tourangeaux avec 14 hectares, le parc de Grandmont étant plus grand de par sa superficie mais est densément urbanisé. Aménagé en 1977 sur l'emplacement d'un terrain de golf, le parc accueille désormais un petit parc animalier.

## Démographie

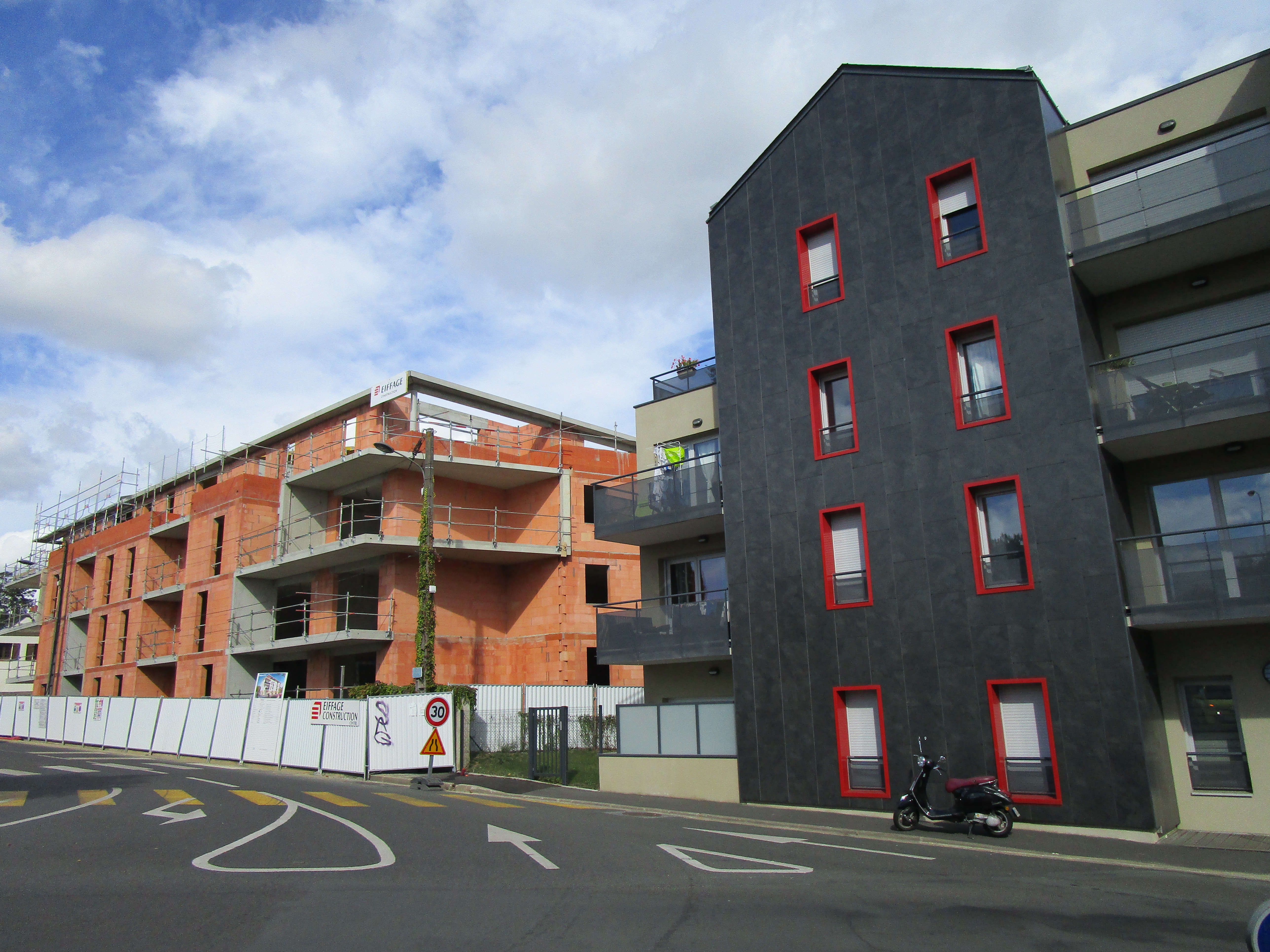
Immeubles neufs et en construction rue de l'Anguille, en septembre 2017.

Avant son rattachement avec la commune de Tours en 1964, Sainte-Radegonde-en-Touraine a connu une croissance démographique régulière, surtout à partir de la fin du XIXe siècle où elle devient ininterrompue. La fusion avec la commune de Tours va encore accélérer cette croissance, nourrie par l’expansion tourangelle. Moins de cinquante ans plus tard, la population locale a plus que doublé, s'affichant à 7 071 habitants en 2012, grâce à la construction de nombreux nouveaux logements sur les vastes terrains vacants.
Le quartier devrait continuer son expansion démographique vers le nord à l'avenir, étant donné les espaces encore disponibles, ainsi que sa situation dans la ville de Tours et à proximité de l'autoroute A10 et du tramway. Le départ de l'école de chasse en 2021 libérera de plus un espace de 100 hectares à proximité de l'aéroport de Tours-Val de Loire.
| 1793 | 1800 | 1806 | 1821 | 1831 | 1836 | 1841 | 1846 | 1851 |
| ---- | ---- | ---- | ---- | ---- | ---- | ---- | ---- | ---- |
| 318  | 376  | 389  | 412  | 382  | 402  | 387  | 393  | 482  |

| 1856 | 1861 | 1866 | 1872 | 1876 | 1881 | 1886 | 1891 | 1896 |
| ---- | ---- | ---- | ---- | ---- | ---- | ---- | ---- | ---- |
| 583  | 546  | 547  | 541  | 544  | 532  | 708  | 634  | 678  |

| 1901 | 1906 | 1911 | 1921  | 1926  | 1931  | 1936  | 1946  | 1954  |
| ---- | ---- | ---- | ----- | ----- | ----- | ----- | ----- | ----- |
| 764  | 701  | 921  | 1 013 | 1 257 | 1 453 | 1 601 | 1 953 | 2 468 |

| 1962  | 2009  | 2012  | 2018  | 2020  | - | - | - | - |
| ----- | ----- | ----- | ----- | ----- | - | - | - | - |
| 2 715 | 7 070 | 7 071 | 6 969 | 7 252 | - | - | - | - |

## Conditions de vie

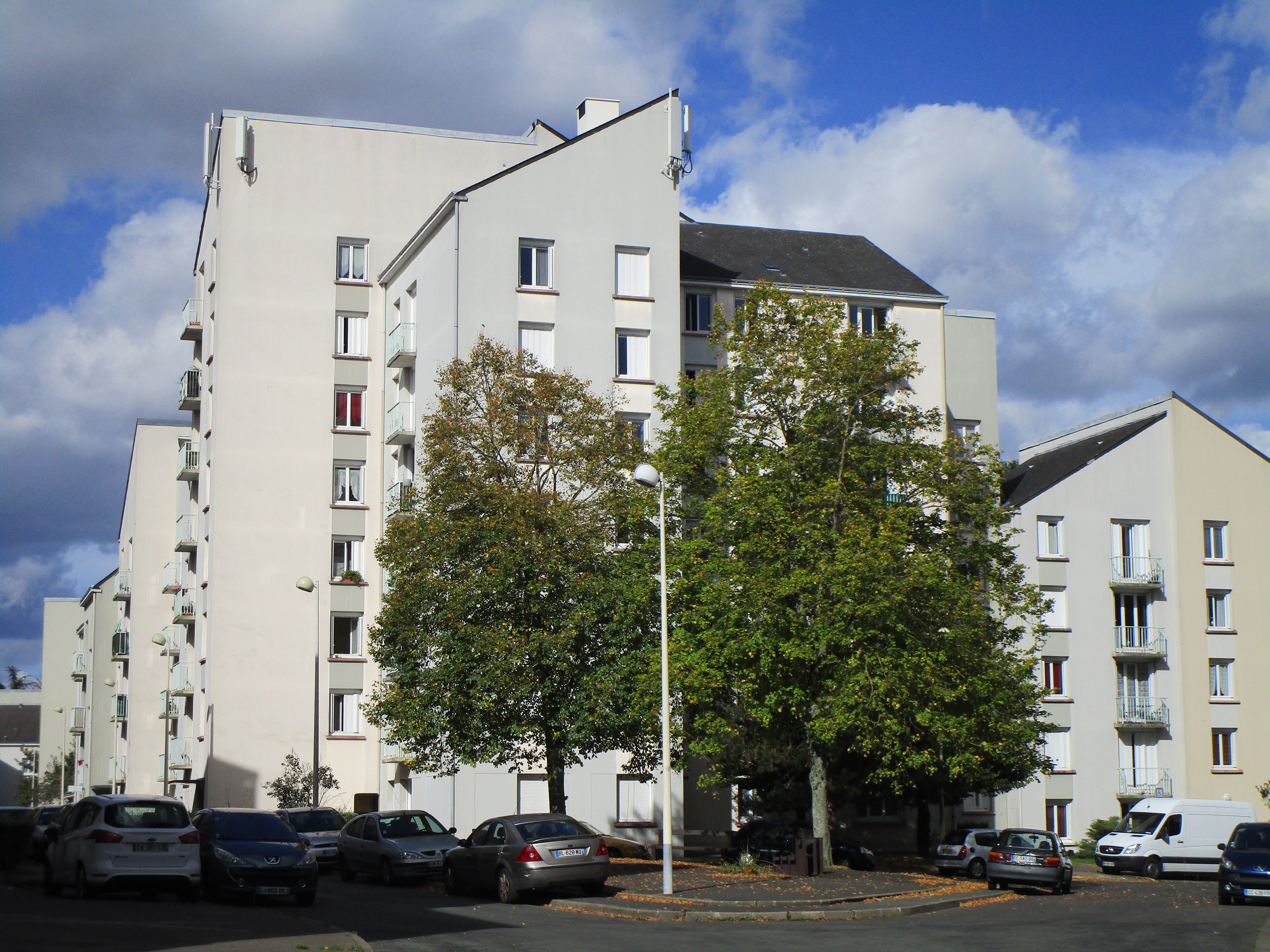
Immeubles situés sur la rue des Justices.

Le quartier Sainte-Radegonde est un quartier de classes moyennes et supérieures. Les revenus moyens des habitants sont relativement hauts : 26 800 euros par an et par ménage en moyenne, soit environ 2 233 euros par mois et par ménage. Ce dernier contient en moyenne 2,5 personnes, bien au-dessus de la moyenne communale. Le taux de chômage est un peu inférieur à la moyenne communale, à 10 % contre 14 % en 2009. Près de 55 % des salariés du quartier sont employés ou ouvriers et 18 % des habitants sont retraités. Près de 45 % des habitants sont propriétaires de leur logement et 32 % sont bénéficiaires de baux sociaux. Le quartier présente donc une certaine mixité sociale, et d'importantes inégalités en son sein.

## Infrastructures

### Transports

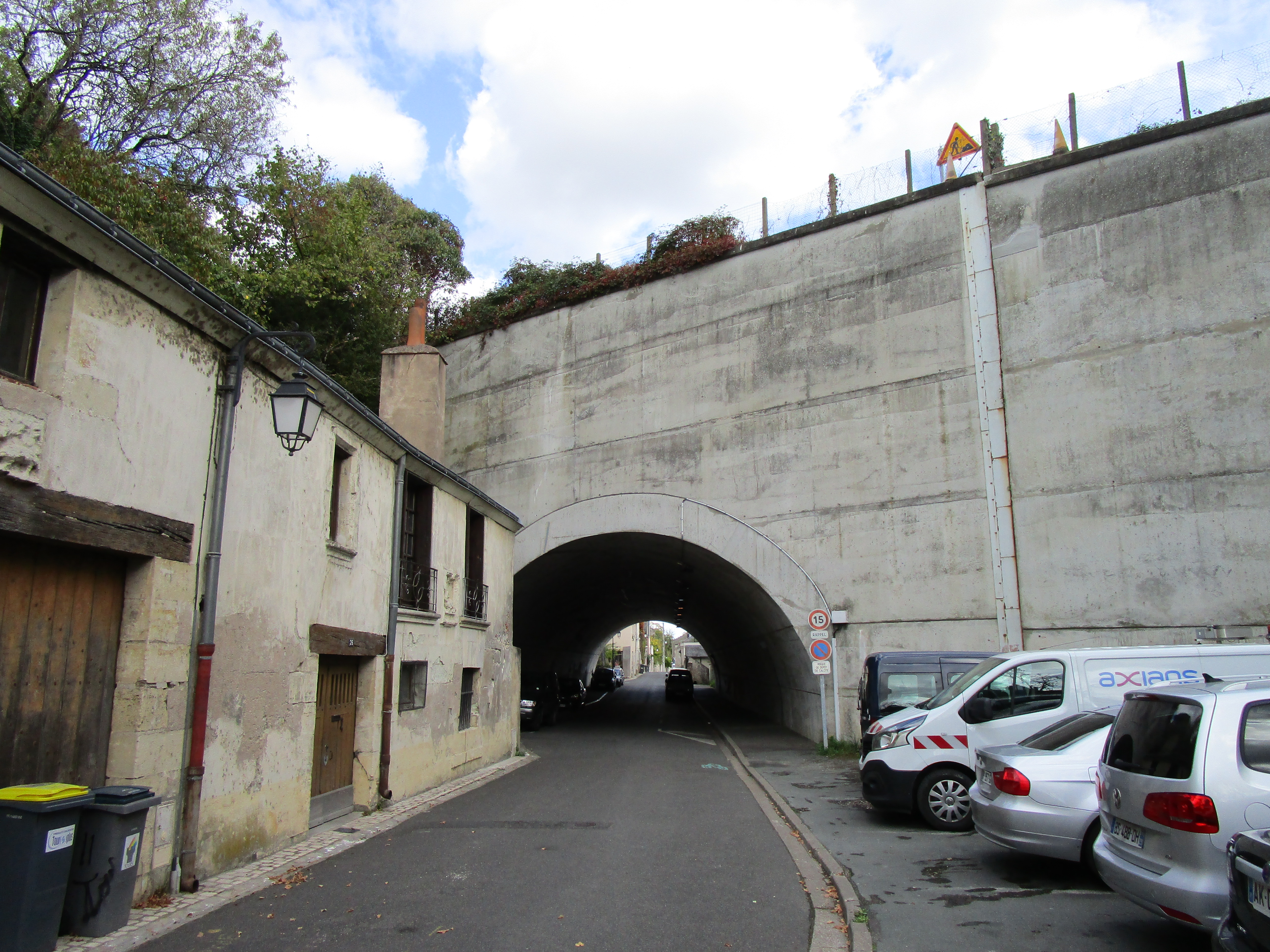
Le tunnel sous l'autoroute A10.

Le quartier de Sainte-Radegonde est traversé par l'autoroute A10 dans sa partie sud, puis celle-ci jouxte le quartier au nord. Un échangeur est d'ailleurs présent dans la partie sud, créant des embouteillages problématiques, d'autant que de nombreux automobilistes l'utilisent pour éviter le péage de Parçay-Meslay. La ville a envisagé la suppression de ce dernier, mais le coût présenté par le concessionnaire Cofiroute a conduit à écarter l'idée.
Le quartier est cependant relativement mal desservi par les transports publics de Fil bleu, étant donné son éloignement de l’avenue de la Tranchée, principal axe entre le centre-ville et Tours-Nord. La ligne no 2 jouxte le quartier à l'ouest et surtout, la ligne no 12 en dessert le cœur. La ligne A du tramway s'arrête peu avant le quartier Sainte-Radegonde. Sa prolongation jusqu'à l'aéroport de Tours-Val de Loire, ce qui aurait permis de desservir le nord du quartier, a été exclue par la ville étant donné la faible fréquentation de l'aéroport. Cependant, cette extension nécessaire sur seulement 700 mètres est encore envisagée en cas de développement futur du secteur, notamment grâce au départ de l'école de chasse en 2021,.

### Aéroport et armée
Sainte-Radegonde est un haut lieu militaire depuis le début du XXe siècle. En effet, le camp d'aviation de Parcay-Meslay s'installe dès 1915 à cheval entre les deux communes. Il devient plus tard la base aérienne 705 Tours et partage sa piste d’atterrissage avec l'aéroport civil de Tours-Val de Loire. Ce dernier a atteint une fréquentation de 200 000 passagers en 2016. Depuis 1961, on trouve un centre d'Instruction de la Chasse. Toutefois, sa fermeture est prévue pour 2021 et risque d'affecter l'aéroport civil qui bénéficie à titre gratuit du contrôle aérien, de l'entretien de la piste et de la sécurité assurés par l'armée,.

## Éducation

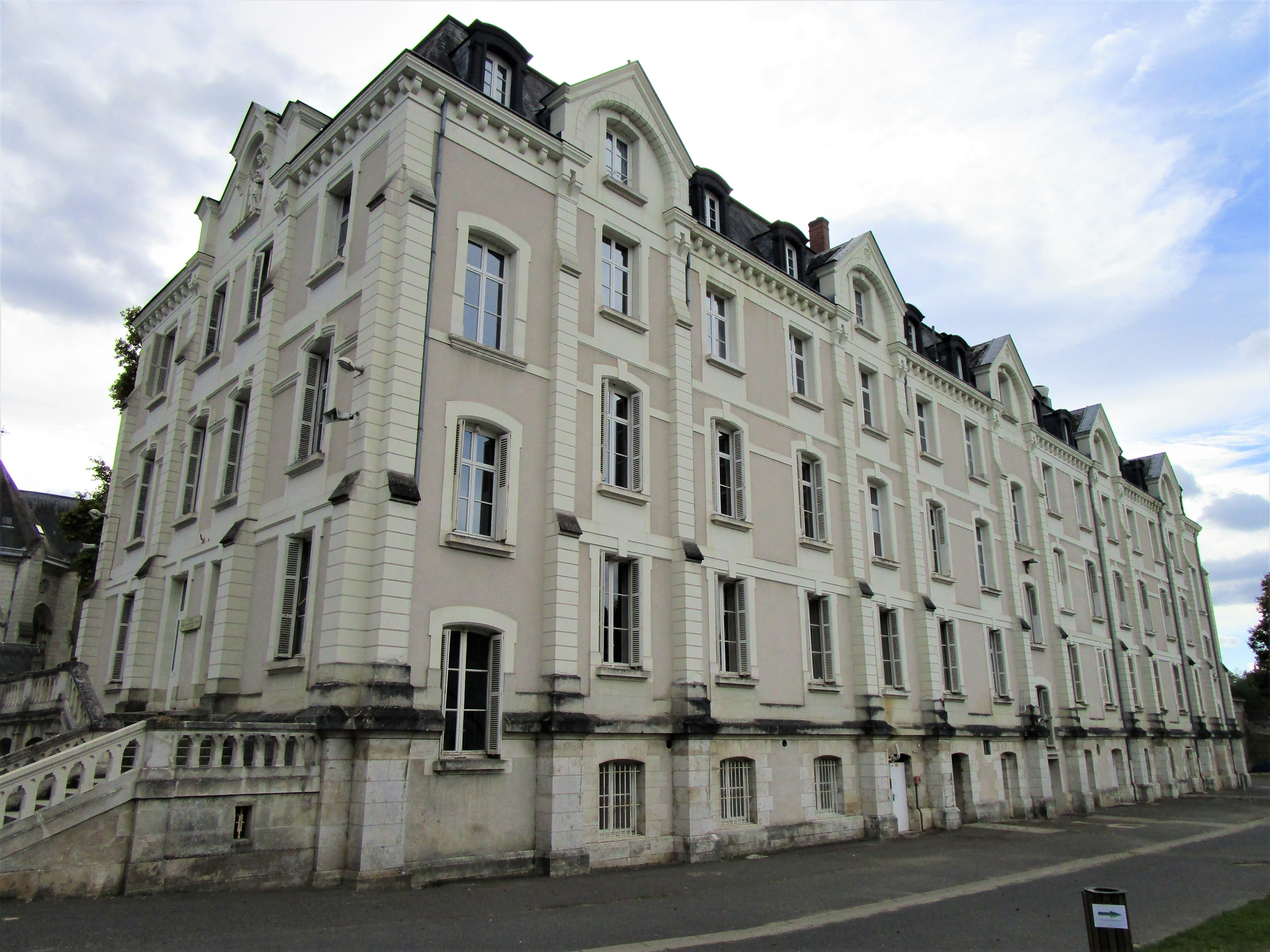
L'Institution Marmoutier.

La structure éducative la plus importante du quartier est de loin l'Institution Marmoutier. L'établissement privé a été créé en 1848 après le rachat de l'ancienne abbaye de Marmoutier par les sœurs du Sacré-Cœur. L'institution accueille en 2014 près de 1 200 élèves et étudiants, allant de l'école primaire jusqu'au bac+2. L'institution a en effet créé un lycée technologique en 1968 puis un lycée général en 1988, de même que deux brevets de technicien supérieur (BTS) en 1984 (Analyses de biologie médicale et BioAnalyses et Contrôles),,.
Le quartier accueille aussi quelques écoles publiques. L'école maternelle et primaire Romain Rolland compte 129 élèves et l'école primaire Camus-Maurois 160 élèves en 2017,

## Galerie d'images

Le mur d'enceinte de MarmoutierLe mur d'enceinte de Marmoutier
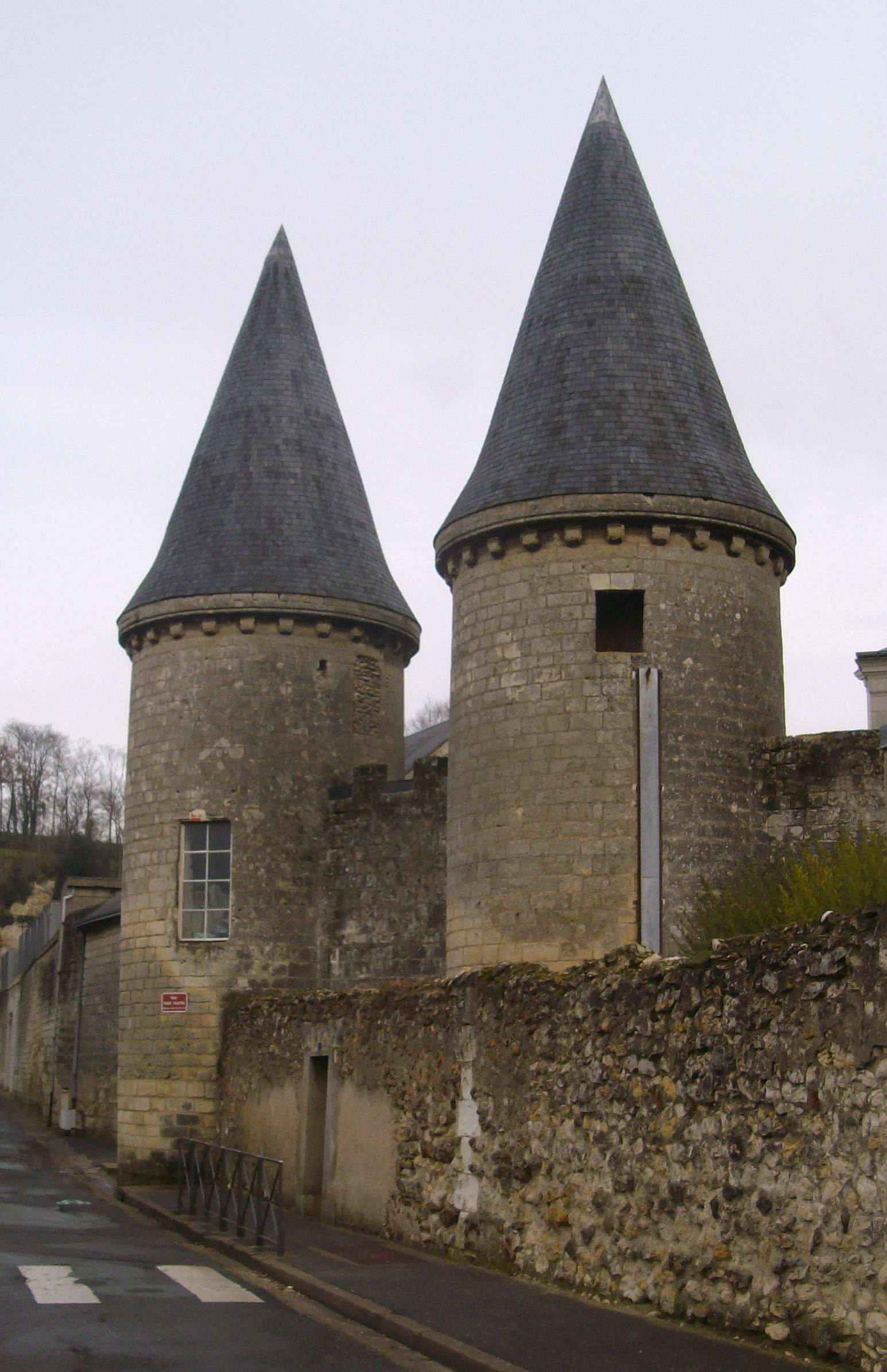
Les tourelles de Marmoutier.
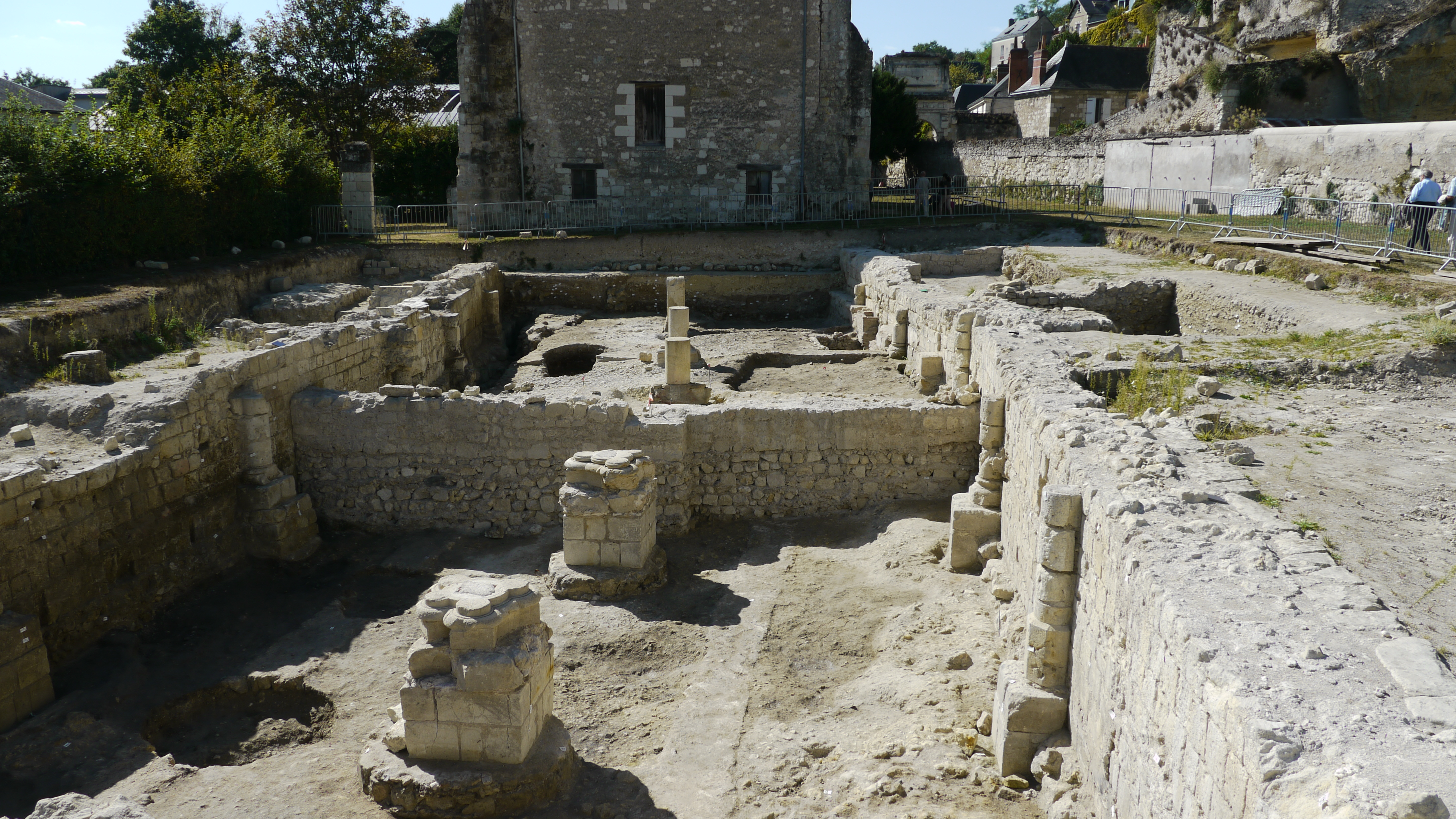
Vestiges de l'abbaye de Marmoutier.
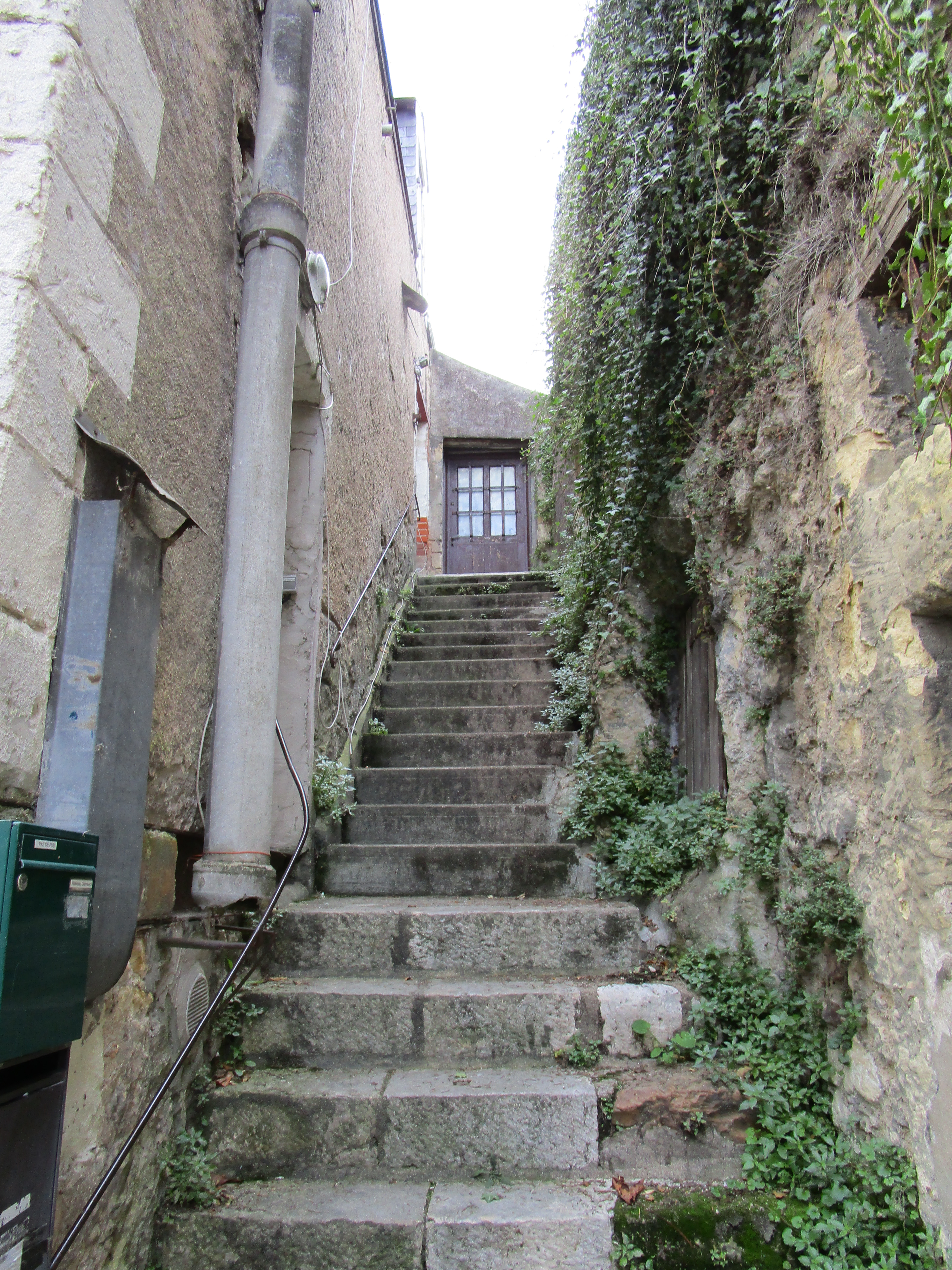
Escalier adjacent au chemin de Puyraton.
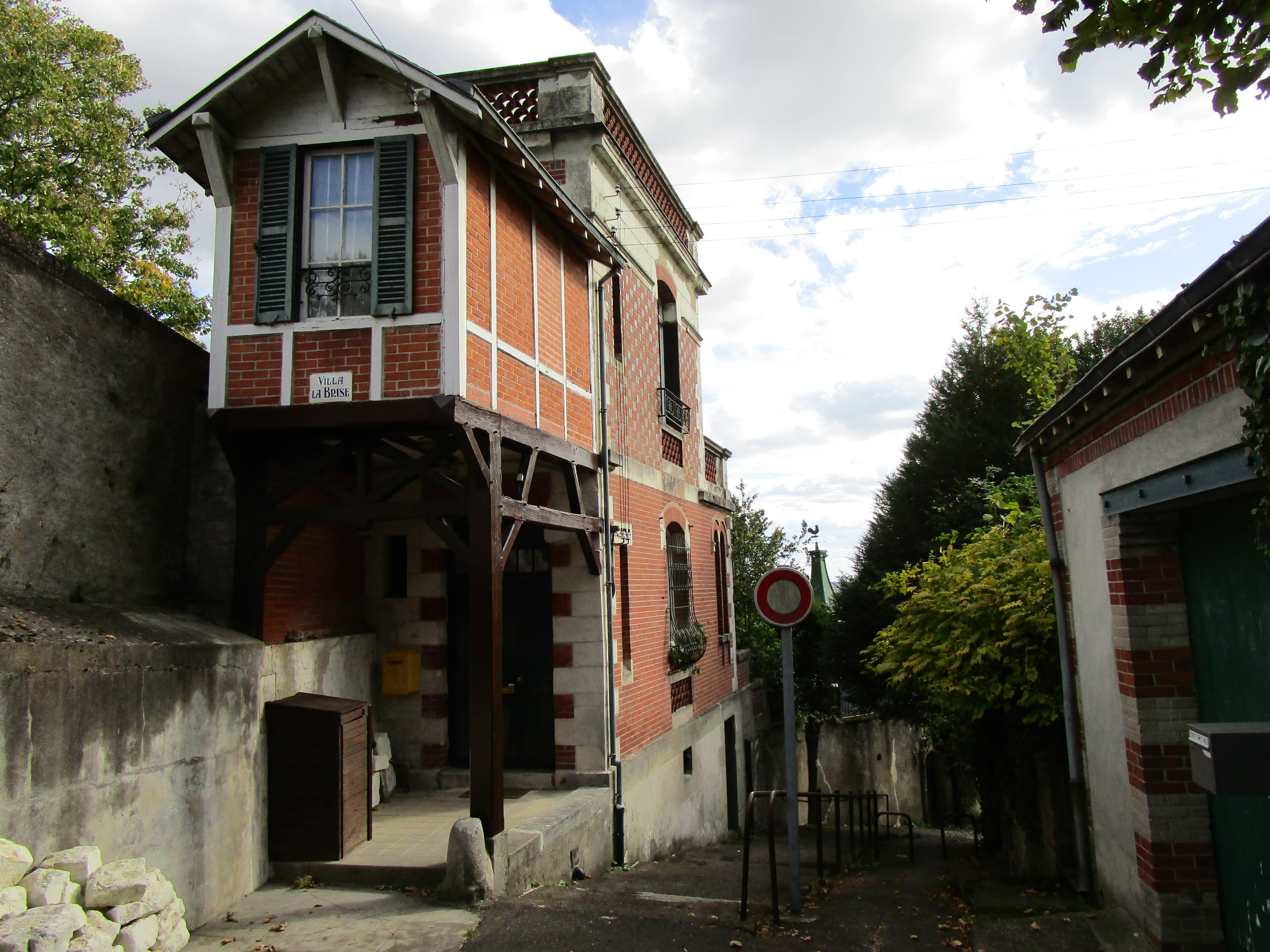
Maison située sur le chemin de Puyraton.
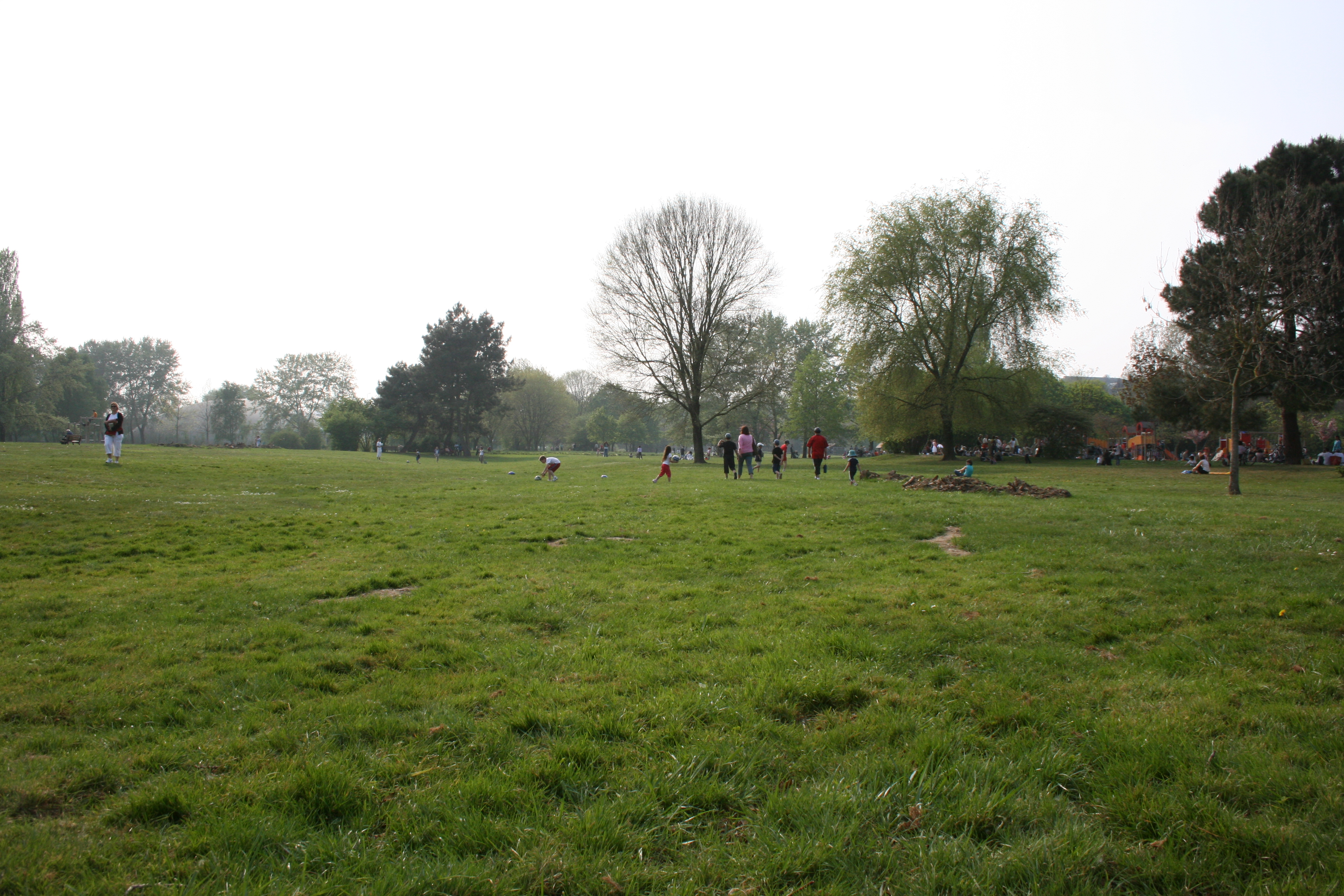
Le parc de Sainte-Radegonde
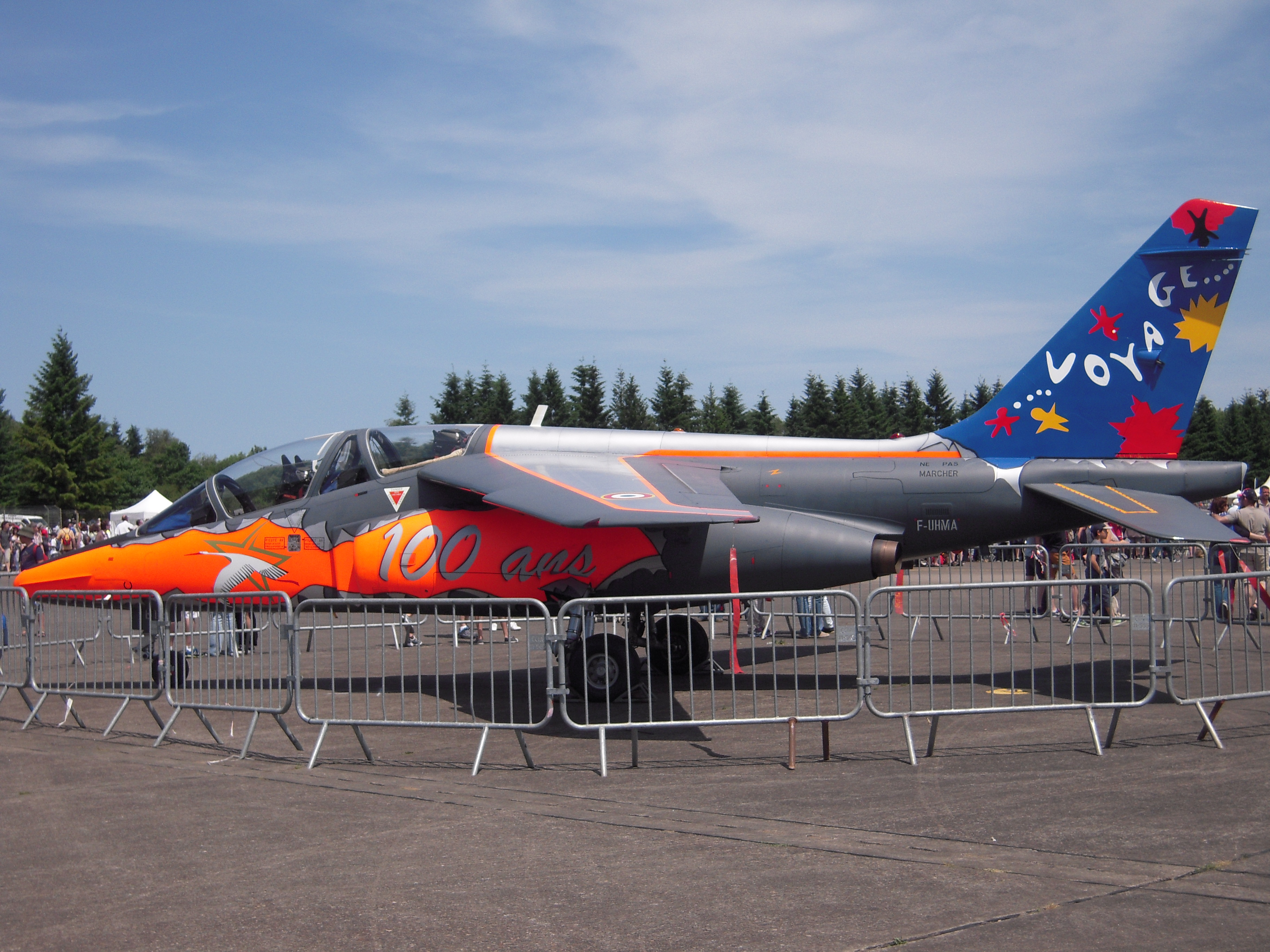
Alpha Jet de la Base aérienne 705 Tours.